# Lauze (Ariège)
Pour les articles homonymes, voir Lauze.
La Lauze est une rivière du sud-ouest de la France, dans le département de l'Ariège, et un sous-affluent de la Garonne par l'Ariège.

## Géographie
De 14,1 km de longueur, la Lauze prend sa source dans les Pyrénées ariégeoises près du pic de Tarbésou sous le nom de Ruisseau de Coume Grande et se jette dans l'Ariège en rive droite à Ax-les-Thermes. Le barrage de Goulours est construit sur son cours à Ascou, au sud du hameau de Goulours.

## Communes traversées
- Ariège : Ascou, Ax-les-Thermes

## Principaux affluents
- Ruisseau de l'Andorre : 5,5 km
- Ruisseau de Cabane Longue : 2,1 km
- Ruisseau d'Eycherque : 4,5 km
- Ruisseau de Tarnave ou Ruisseau Riou Caud : 5,4 km
- Ruisseau de la Coume : 2,6 km